# Storrow Drive
Der Storrow Drive (offiziell James Jackson Storrow Memorial Drive) ist eine Stadtautobahn im Bostoner Stadtteil Back Bay im Bundesstaat Massachusetts der Vereinigten Staaten, die vom Leverett Circle aus ostwärts entlang des Charles River verläuft. Die Straße ist als Parkway ausgelegt, d. h., sie ist auf Pkw beschränkt. Lkw und Omnibusse dürfen sie nicht benutzen. Sie wurde nach James Jackson Storrow benannt und endet an ihrer östlichen Kreuzung mit der Massachusetts Route 28, von wo aus sie als Teil der Route 28 unter dem Namen Embankment Road weiterführt.
Der Storrow Drive wird insbesondere für einen schnellen Zugang zu Orten im Stadtzentrum genutzt. In westlicher Fahrtrichtung gibt es über die Harvard Bridge eine Verbindung zur Massachusetts Route 2A bzw. Massachusetts Avenue. Der Storrow Drive führt weiter an der Boston University vorbei, bis er an der Boston University Bridge zur Soldiers Field Road wird, die ab dort die Massachusetts Route 2 weiterführt.
Die Straße wird vom Massachusetts Department of Conservation and Recreation verwaltet und ist als Bestandteil des Emerald Necklace ebenfalls Teil des Metropolitan Park System of Greater Boston. Gemeinsam mit dem Memorial Drive und dem Cambridge Parkway ist der Storrow Drive darüber hinaus Teil des im National Register of Historic Places gelisteten Charles River Basin Historic District. Bis 1989 verlief über den Storrow Drive auch der U.S. Highway 1, der jedoch heute entlang der Interstate 93 geführt wird.

## Namensgeberschaft
Der Parkway wurde nach dem Investmentbanker James J. Storrow benannt, der eine Kampagne zur Einrichtung des Charles River Basin sowie zum Ausbau der Flussufer zu einem öffentlichen Park ins Leben rief. Allerdings unterstützte er nie einen den Fluss entlang führenden Parkway, und seine Witwe stellte sich auch öffentlich dagegen.

## Verkehrsbelastung
Auf dem Storrow Drive wird häufig zu schnell und aggressiv gefahren, da es für die Polizei aufgrund einer fehlenden Standspur schwierig ist, Verkehrssünder anzuhalten. Daneben besteht bei heftigem Niederschlag, insbesondere in den Wintermonaten, Überflutungsgefahr, wenn eine hohe Niederschlagsmenge pro Zeiteinheit bzw. Schnee und eine gefrorene Fahrbahn das Wasser davon abhalten, in die Abflüsse zu fließen. Ein weiteres Problem besteht in den schmalen Fahrspuren.

### Nutzung als Parkfläche
Während der Sommernachtskonzerte in der Hatch Shell parken viele Besucher ihre Autos in den Abfahrten des Storrow Drive. Die kostenfreien Konzerte und Feuerwerke ziehen regelmäßig etwa 200.000 Besucher an, und viele nutzen die kostenfreien Parkmöglichkeiten auf den Abfahrten.

### Geringe Unterführungshöhe
Der Storrow Drive führt nur in geringem Abstand unter Brücken hindurch, was jedoch nicht ausgeschildert ist. Daher kommt es ab und zu vor, dass sich ein Lkw oder ein anderes größeres Fahrzeug unter einer Brücke verkeilt und dadurch einen mehrere Meilen langen Stau verursacht. Es kam bereits vor, dass ein mit Scheren beladener Lkw mit einer Brücke kollidierte und seine Ladung verlor, woraufhin mehr als 30 nachfolgende Pkws einen Platten bekamen, zwei davon sogar an allen vier Rädern. Auch im Tunnel, durch den der Highway führt, bleiben regelmäßig Fahrzeuge stecken.

## Geschichte
Zwischen 1958 und 1971 war der Storrow Drive als Massachusetts Route C9 ausgewiesen.

### Frühe Gegner
Bei früheren Projekten entlang des Charles River stand James Storrow im Mittelpunkt, insbesondere beim Bau des Charles River Dam. Dabei legte er auf landschaftliche Gestaltungen und Grünflächen wert und war stets gegen einnehmende Bauwerke. In den 1930er Jahren konnten Anbauten zur Esplanade nur durchgeführt werden, indem ein wichtiger Teil des Ausbauprojekts – ein Highway von der Longfellow Bridge bis zur Boston University Bridge – aufgrund von enormen Protesten nicht realisiert wurde. Nachdem seine Witwe Helen Storrow eine Gruppe der Highway-Gegner unterstützte, wurde das Vorhaben zunächst aufgegeben, jedoch wurde bereits kurz nach ihrem Tod im Jahr 1944 ein neuer Antrag zum Bau des Highways an die Verwaltung herangetragen. Trotz immer noch starker Vorbehalte und aufgrund nicht mehr nachvollziehbarer Vorgänge im Parlament wurde das Gesetz zum Bau des Highways und zur Benennung nach James Storrow im Jahr 1949 verabschiedet.

### Bauphase
Die Bauarbeiten begannen zum Jahreswechsel 1950/1951. Als Teil des Versuches, Parkland und Grünflächen zu bewahren, musste jeder vom neuen Highway belegte Quadratmeter Land durch neugewonnene Landflächen entlang der Küste ersetzt werden. Der Storrow Drive wurde offiziell am 15. Juni 1951 im Rahmen einer Feier vom damaligen Gouverneur Paul A. Dever eröffnet.

## Liste der Ausfahrten
Die Ausfahrten am Storrow Drive sind nicht nummeriert. Die Entfernungsangaben beziehen sich auf den Anschluss an die Soldiers Field Road.
| Entfernung                                             | Ziele                                           | Bemerkungen                                     |
| Die Straße führt weiter als Soldiers Field Road        | Die Straße führt weiter als Soldiers Field Road | Die Straße führt weiter als Soldiers Field Road |
| ------------------------------------------------------ | ----------------------------------------------- | ----------------------------------------------- |
| 4,1 mi (6,6 km)                                        | University Road – Boston University, Brookline  | Nur östliche Abfahrt zur Route 2                |
| 5 mi (8 km)                                            | Kenmore Square, Fenway                          | Alte Streckenführung des U.S. Highway 1         |
| 5,1 mi (8,2 km)                                        | Route 2A (Massachusetts Avenue) – Cambridge     | Nur westliche Abfahrt.                          |
| 6 mi (9,7 km)                                          | Route 28 Süd – Copley Square, Back Bay          | Offizielles östliches Ende des Storrow Drive    |
| Die Straße führt weiter als Embankment Road / Route 28 |                                                 |                                                 |